# Goniurosaurus
Goniurosaurus é um género de répteis escamados da família Gekkonidae.
As diferentes espécies deste género apresentam coloração variada, indo deste o castanho ao laranja, passando pelo amarelo, com manchas ou listras negras.
São relativamente similares ao género Eublepharis.

## Espécies deGoniurosaurus
- Goniurosaurus araneus
- Goniurosaurus bawanglingensis
- Goniurosaurus catbaensis
- Goniurosaurus kuroiwae
- Goniurosaurus lichtenfelderi
- Goniurosaurus luii